# Villasur de Herreros
Villasur de Herreros é um município da Espanha na província de Burgos, comunidade autónoma de Castela e Leão, de área 87,84 km² com população de 318 habitantes (2004) e densidade populacional de 3,62 hab/km².

## Demografia
| Variação demográfica do município entre 1991 e 2004 | Variação demográfica do município entre 1991 e 2004 | Variação demográfica do município entre 1991 e 2004 | Variação demográfica do município entre 1991 e 2004 |
| --------------------------------------------------- | --------------------------------------------------- | --------------------------------------------------- | --------------------------------------------------- |
| 1991                                                | 1996                                                | 2001                                                | 2004                                                |
| 349                                                 | 322                                                 | 312                                                 | 318                                                 |